# Lechnýřovna
Lechnýřovna či „roubenka“ je poslední roubený dům v centru města Rakovníka. Tato roubenka dlouho chátrala a zrekonstruována byla až v roce 2012, pro veřejnost byla slavnostně otevřena 2. července 2012. Lechnýřovnu po opravě získala rakovnická knihovna a ta zde zřídila malé muzeum s hlavním zaměřením na děti. V podkroví se konají akce pro děti, například autorské čtení pohádek autorů z Rakovnicka a mnoho dalších akcí pro děti. V přízemních prostorách je stálá expozice loutek a výstavní síň, kde se konají výstavy převážně se zaměřením na děti.